# 曙村 (秋田県)
曙村（あけぼのむら）は秋田県鹿角郡にあった村。現在の鹿角市八幡平の西部にあたる。

## 地理
- 山：三ツ又森、三方高、一方高、高森、早稲山、鉄鉢森、三ノ岳
- 河川：米代川、夜明島川

## 歴史
- 1889年（明治22年）4月1日 - 町村制の施行により、長井田村、松谷村の区域をもって発足。
- 1956年（昭和31年）6月15日 - 宮川村と合併して八幡平村が発足。同日曙村廃止。